# Eastern Boys – Endstation Paris
Eastern Boys – Endstation Paris ist ein französisches Filmdrama von Robin Campillo aus dem Jahr 2013.

## Handlung
1: Sa majesté – La rue [Ihre Majestät – Die Straße]: Am Gare du Nord in Paris treiben sich Banden von jungen Männern aus Osteuropa herum, stets auf der Hut vor der Polizei. Zu einer solchen Bande, deren russischer Anführer nur „Boss“ genannt wird, gehört auch Marek. Er wird eines Tages von dem Franzosen Daniel angesprochen. Beide verabreden sich für den nächsten Abend für Sex gegen Bezahlung in Daniels Wohnung.
2: Cette fête dont je suis l’otage [Diese Feier, auf der ich die Geisel bin]: Am nächsten Tag steht ein Junge vor Daniels Tür, der sich als Marek vorstellt und Daniel vorwirft, es auf ihn als Kind abgesehen zu haben. Nach kurzer Zeit erscheinen immer mehr junge Männer der Bande um Boss, belegen die Wohnung, tanzen zur Musik und stehlen dem sprachlosen Daniel wertvolle Einrichtungsgegenstände. Auch der echte Marek erscheint nach einer Weile, geht zu Daniel jedoch auf Distanz.
3: Ce qu’on fabrique ensemble [Was wir zusammen machen]: Daniel erwacht am nächsten Morgen in einer verwüsteten Wohnung, die er die Putzfrau wieder in Ordnung bringen lässt. Nach und nach ersetzt er die nun fehlenden Möbel in seiner Wohnung. Marek steht unerwartet vor seiner Tür, bietet sich ihm zum damals am Bahnhof ausgemachten Preis an und beide schlafen miteinander. Sie treffen sich nun regelmäßig zwei Mal die Woche. Marek erzählt ihm, dass er aus der Ukraine kommt, mit seinen Eltern jedoch in Tschetschenien gelebt hat, wo er den Krieg miterlebte. Seine Eltern kamen dabei um. Er heiße auch nicht Marek, sondern in Wirklichkeit Rouslan. Als Daniel skeptisch scheint, wirft er ihm vor, ihm nicht zu glauben bzw. dass es ihn einfach nicht interessiere. Daniel gibt zu, Zeit zu brauchen, um sich an Mareks neue Identität zu gewöhnen. Er entzieht sich ihm zunehmend, bietet ihm jedoch eine fixe monatliche Bezahlung an, damit er sooft zu ihm komme, wie er will. Daniel richtet Rouslan ein eigenes Zimmer ein. Der bleibt immer öfter über Nacht, auch wenn er deswegen in Konflikt mit der Bande um Boss kommt. Daniel bringt ihn dazu, sich von der Gruppe lösen zu wollen. Dazu braucht er seine Papiere, die Boss in einem Hotel in einem Schließfach versteckt hält.
4: Halt Hotel – Donjons et Dragons [Hotel Halt – Dungeons & Dragons]: Rouslan schleicht sich ins Hotel, stiehlt Boss den Schlüssel für das Schließfach und wird von Boss und seinen Männern überwältigt, misshandelt und gefesselt in einem Lagerraum zurückgelassen. Daniel macht sich Sorgen und nimmt sich im Hotel ein Zimmer. Er hört Rouslan im Nebenraum stöhnen und bringt die Hotelinhaberin dazu, den Lagerraum zu öffnen. Er bringt Rouslan in sein Zimmer in Sicherheit. Als Boss das Verschwinden Rouslans bemerkt, droht die Situation zu eskalieren. Daniel ruft die Polizei, die die Bande gefangen nimmt. Boss kann entkommen. Daniel und Rouslan fliehen in Daniels Auto. Einige Zeit später wird vor Gericht verhandelt: Daniel hat die Adoption von Rouslan beantragt.

## Produktion
Eastern Boys – Endstation Paris war nach Les revenants aus dem Jahr 2004 der zweite Spielfilm, bei dem Robin Campillo Regie führte. Zudem schnitt er den Film und schrieb das Drehbuch. Eine erste Fassung des Drehbuchs hatte Campillo bereits kurz nach Erscheinen von Les revenants verfasst, wobei er ein Jahr daran arbeitete. Im Lauf der Arbeit am Drehbuch erweiterte er die Handlung unter anderem um die versuchte Erpressung im zweiten Teil des Films.
Der Film wurde zu großen Teilen in Campillos eigener Pariser Wohnung gedreht. Mit einem Teil der Crew hatte Campillo bereits bei seinem Regiedebüt zusammengearbeitet. Die Kostüme schuf Isabelle Pannetier, die Filmbauten stammen von Dorian Maloine.
Eastern Boys – Endstation Paris erlebte am 3. September 2013 während der Internationalen Filmfestspiele von Venedig 2013 seine Uraufführung, wo er im Rahmen der Reihe Orizzonti lief. Es folgten zahlreiche Festivalaufführungen, so war der Film unter anderem auf dem Toronto International Film Festival, dem London Film Festival, dem Stockholm International Film Festival und dem San Francisco International Film Festival zu sehen. Am 2. April 2014 lief er in den französischen Kinos an, wo er von ca. 47.000 Besuchern gesehen wurde. In Deutschland war der Film erstmals am 10. September 2014 im Rahmen der Filmreihe Ware Lust auf 3sat im Fernsehen zu sehen. Am 26. August 2014 erschien der Film auf DVD.

## Kritik
3sat schrieb, dass der Film „von überzeugenden Darstellern, überraschenden Wendungen und einer stetig steigenden Spannungskurve“ getragen wird; er sei ein „packendes und intensives Drama um Abhängigkeit und Macht“. Für The Guardian war der Film ein „merkwürdiges Drama“, das teilweise eine Liebesgeschichte, aber auch ein „neo-dickensmäßiger Immigranten-Thriller“ sei.
„Drehbuchautor Robin Campillo (‚Die Klasse‘) überzeugt mit einem langsamen Beziehungs- und Milieudrama, das stetig spannender wird.“ Herausgekommen sei ein „kleiner Film über die Liebe und den Mut, den sie einfordert“. Das Fazit der Redaktion Cinema lautet: „Intensiv, entwickelt einen starken Sog“.

## Auszeichnungen
Eastern Boys – Endstation Paris gewann 2013 in Venedig den Preis der Reihe Orizzonti für den besten Film. Auf dem Santa Barbara International Film Festival erhielt er 2014 die Auszeichnung für den besten internationalen Spielfilm. Ebenfalls 2014 wurde er für einen Louis-Delluc-Preis in der Kategorie Bester Film nominiert.
Beim César 2015 erhielt der Film drei Nominierungen: in den Kategorien Bester Film, Beste Regie und Bester Nachwuchsdarsteller (Kirill Jemeljanow).